# البرزخ الكاريلي

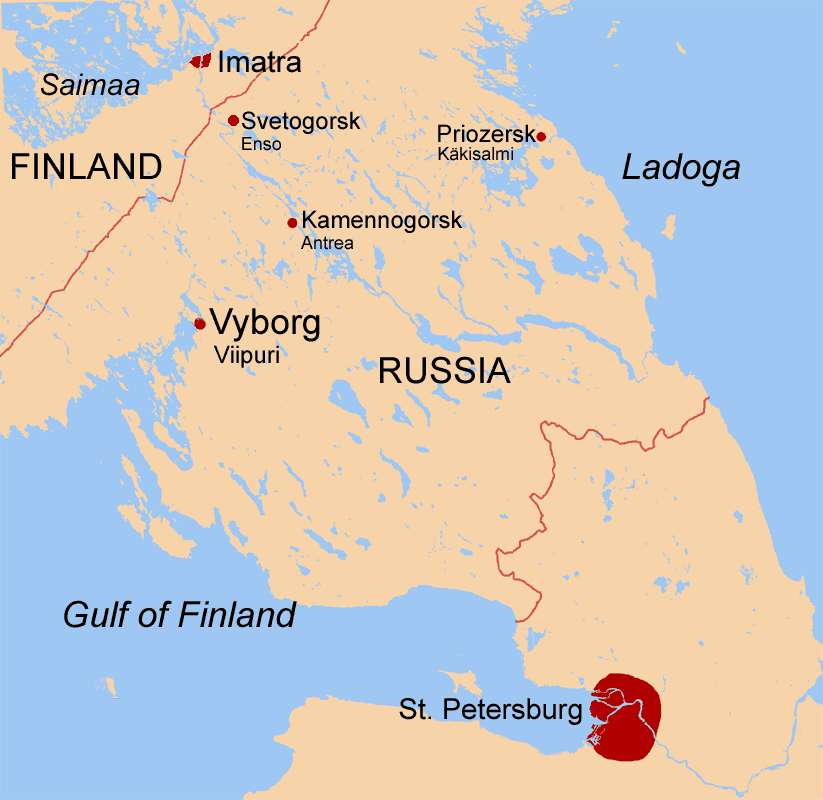
البرزخ الكاريلي

البرزخ الكاريلي (بالفنلندية Karjalan kannas؛ بالروسية Карельский перешеек) رقعة واسعة من الأرض تمتد ما يقارب من 45 - 110 كم تربط روسيا بفنلندا ، تقع بين خليج فنلندا وبحيرة لادوغا في شمال غرب روسيا ، إلى الشمال من نهر نيفا (ما بين 61° 21' شمالاً و59° 46' شمالاً ، 27° 42' شرقاً 31° 08' شرقاً). حدودها الشمالية الغربية هي إما طبيعية قمة جبل سالباوسلكا في فنلندا أو منطقة ضيقة نسبيا بين خليج فيبورغ وبحيرة لادوغا. لو قلنا أن البرزخ الكاريلي يشمل كامل أراضي سانت بطرسبرغ الحالية ولينينغراد أوبلاست شمال نهر نيفا ، فإن مساحة البرزخ تغطي حوالي 15.000 كيلومتر مربع.